# Codonopsis farreri
Codonopsis farreri là loài thực vật có hoa trong họ Hoa chuông. Loài này được J.Anthony mô tả khoa học đầu tiên năm 1926.